# Hondstong (geslacht)
Hondstong (Cynoglossum) is een geslacht uit de ruwbladigenfamilie (Boraginaceae). Het is een geslacht van tientallen soorten.
De botanische naam Cynoglossum is afgeleid van het Oudgrieks, κύων, kuōn : hond en γλῶσσα, glōssa : tong , dus : hondstong.
De meeste soorten zien er ruw uit, met vrij kleine bloemen. De veldhondstong (Cynoglossum officinale) is de enige soort die in Nederland in het wild voorkomt. Deze soort komt niet alleen van nature voor in West-Europa, maar ook in Azië en Noord-Afrika. In Noord-Amerika is de soort ingevoerd. De Boshondstong (Cynoglossum germanicum) komt in de Ardennen voor, al is ze daar zeldzaam.
Cynoglossum virginianum is een veel voorkomende plant in de Verenigde Staten, van New York tot Florida. Cynoglossum boreale wordt aangetroffen in het noorden van de Verenigde Staten en in Canada.
Cynoglossum amabile, ook wel Chinese veldhondstong of Chinees vergeet-mij-nietje genoemd, stamt oorspronkelijk uit Zuidwest-China, maar kan nu ook in Europa en Noord-Amerika worden aangetroffen.
... · 
Alkanna · 
Amsinckia · 
Anchusa (Ossentong) · 
Asperugo · 
Borago · 
Brunnera · 
Cordia · 
Cynoglossum (Hondstong) · 
Echium · 
Heliotropium (Heliotroop) · 
Lappula · 
Lithospermum (Parelzaad) · 
Myosotidium · 
Myosotis (Vergeet-mij-nietje) · 
Nonea · 
Omphalodes · 
Pentaglottis · 
Phacelia · 
Pulmonaria (Longkruid) · 
Symphytum (Smeerwortel) · 
...